# Tegenaria chumachenkoi
Tegenaria chumachenkoi là một loài nhện trong họ Agelenidae.
Loài này thuộc chi Tegenaria. Tegenaria chumachenkoi được miêu tả năm 2008 bởi Kovblyuk & A. V. Ponomarev.